# Lilienthal-Gymnasium Anklam
Das 1991 gegründete Lilienthal-Gymnasium ist ein Gymnasium in Anklam, Leipziger Allee 22–25. Es steht in einer Reihe höherer Schulen in Anklam, die seit 1535 bestehen. In seiner Geschichte hatte die Schule unterschiedliche Organisationsformen und Namen und war in verschiedenen Gebäuden untergebracht.
Zwei der Schulgebäude stehen heute unter Denkmalschutz.

## Geschichte

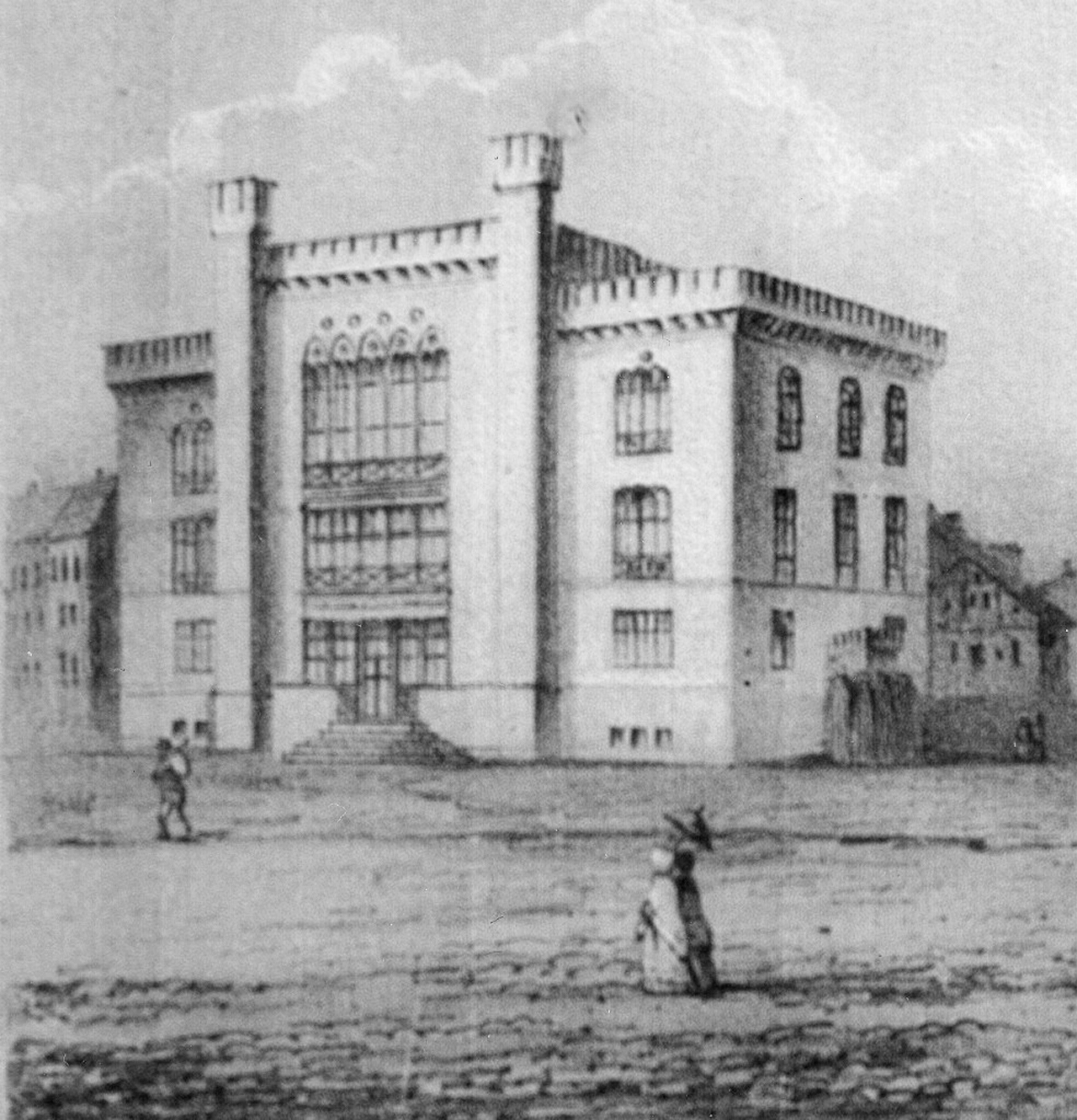
Neues Gymnasium von 1851

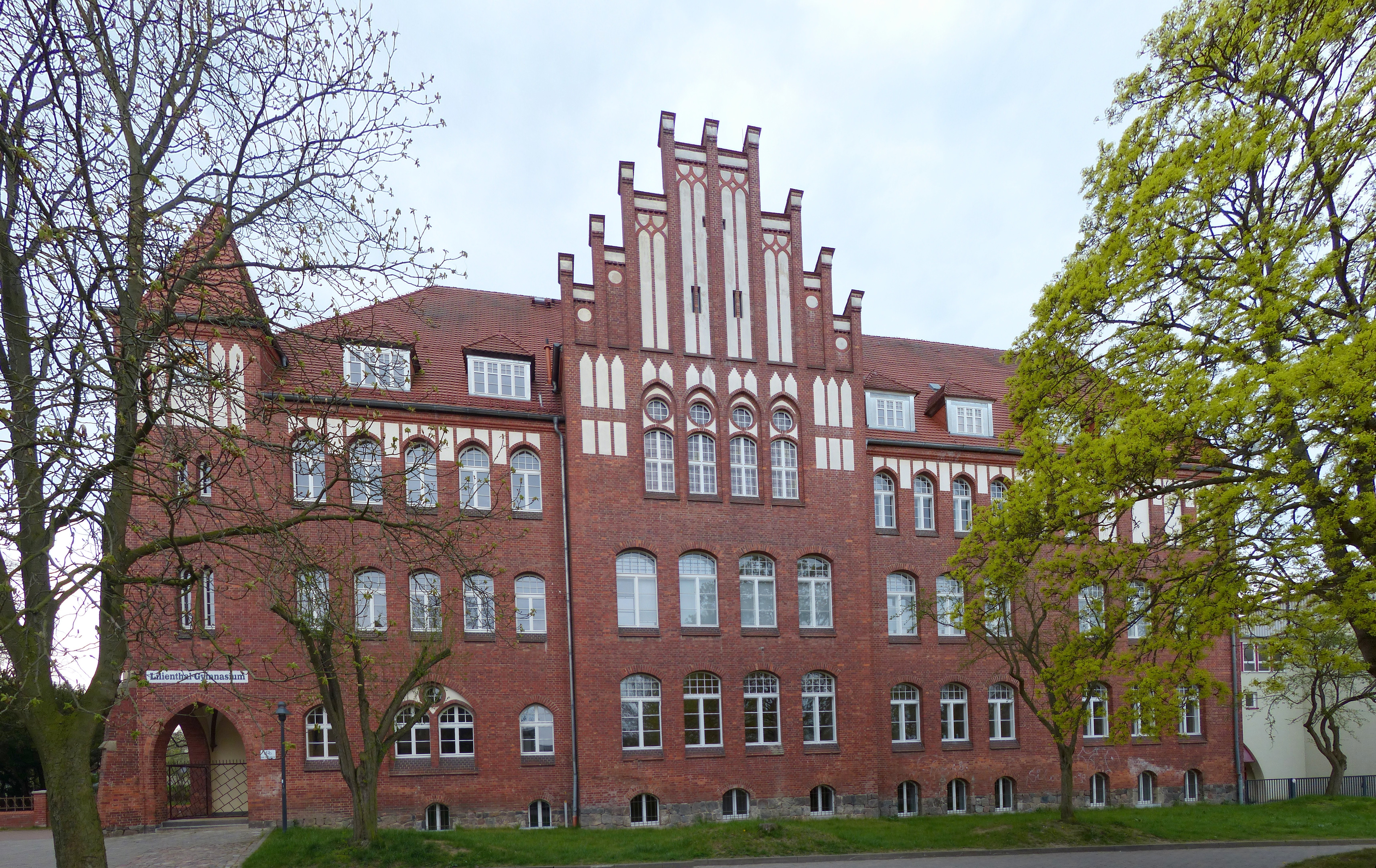
Schulstandort seit 1926, Ostseite

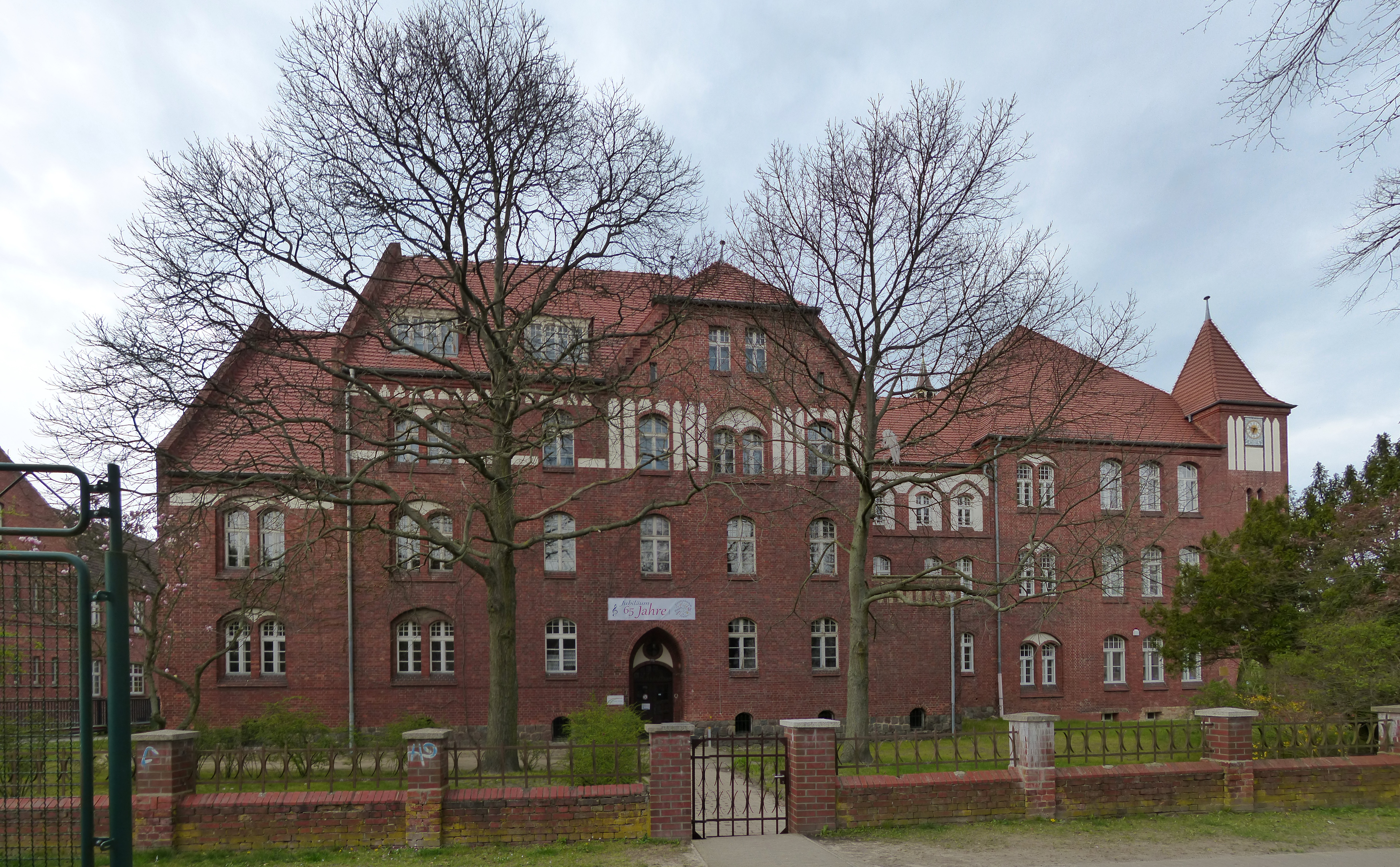
Südseite

Im Zuge der Reformation wurde 1535 eine Ratsschule (Gelehrte Raths- oder Lateinschule) in Anklam gegründet. Hauptfächer der Lateinschule waren zunächst Latein, Griechisch, Hebräisch sowie ein wenig Deutsch zur Universitätsvorbereitung. 1570 entstand ein Schulbau, 1767 ein neues Schulgebäude. Im Zuge der Preußischen Reformen wurde die Schule 1811 zur Höheren Bürgerschule (ohne Abitur-Abschluss) und erst 1847, unter Bürgermeister Carl Kirstein, zum Vollgymnasium erweitert, das auch die in Preußen erstmals eingeführten Abiturprüfungen abnahm.
1851 wurde das Gymnasium im neuen dreigeschossigen historisierenden Schulgebäude (Architekt: Moritz Gottgetreu), Wollweberstraße 1 / Ecke Mägdestraße untergebracht (später Rosa-Luxemburg-Schule, ab 2007 Evangelische Schule Peeneburg).
1926 zog das Gymnasium in die Leipziger Allee um, wo bisher das Lehrerseminar und die zunächst selbständige königliche Präparandenanstalt untergebracht war. 
In der SBZ wurde 1946 das Gesetz zur Demokratisierung der deutschen Schule erlassen, das das Gymnasium als Schulform beendete. Ab 1949 hieß die Oberschule Geschwister-Scholl-Schule. Aus ihr wurde 1959 eine Erweiterte Oberschule (EOS). Für Schüler der 9. bis 12. Klassen erfolgte koedukativer Unterricht in einem sprachlichen und in einem naturwissenschaftlichen Zweig. Von 1954 bis 1965 war sie auch Kinder- und Jugendsportschule.
Im Jahr des Berliner Mauerbaus gab es 1961 Proteste unter den Schülern, Rainer Prenzel und zwei weitere Schüler erhielten nach einem Fahnenappell mehrjährige Gefängnisstrafen.
1981 wurde die Schule zur Polytechnischen Oberschule (POS) mit Abiturteil umgewandelt. Ab 1984 unterrichtete sie, anders als im Bildungssystem in der DDR üblich, Schüler der 1. bis 12. Klasse, die abschließende EOS umfasste nur die Klassen 11/12.
Nach der Wiedervereinigung wurde die Schule 1991 wieder in ein Gymnasium unter dem Namen Lilienthal-Gymnasium umgewandelt. Unterrichtet wurde im historischen Gebäude in der Wollweberstraße (Haus II, bis 2002) und in der Leipziger Allee (Haus I), dort als Ganztagsschule. 2004 wurde das Gymnasium als Umweltschule in Europa ausgezeichnet.

## Schulbau
Das 1904 gebaute, dreigeschossige verklinkerte L-förmige Gebäude mit seinem viergeschossigen eckbetonten Uhrenturm, den zwei mächtigen Seitenrisaliten an der Ost- und Westseite als Treppengiebel mit acht bzw. neun Fialen sowie dem südlichen Zwerchgiebel mit einem Krüppelwalmdach ist denkmalgeschützt.

## Bekannte Lehrer

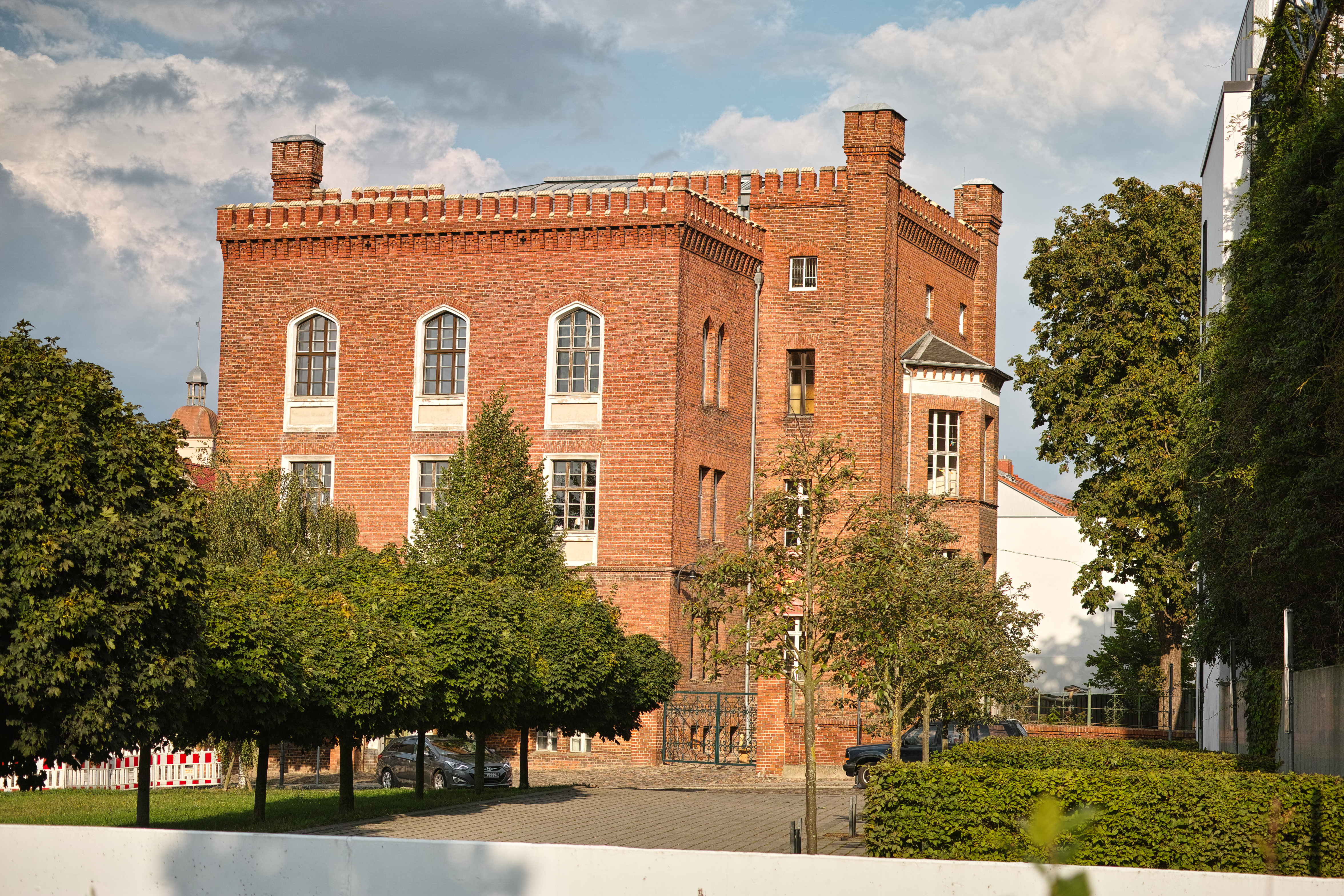
Gymnasialgebäude von 1851, heute Peeneschule

- 1847–1852: Albert Friedrich Gottschick, Direktor
- 1847–1852: Theodor Adler, Prorektor
- 1847–1858: Gustav Heinrich Wagner, Oberlehrer
- 1849–vor 1866: Bernhard Peters, Zeichenlehrer
- 1849–1874: Gustav Spörer, Lehrer für Mathematik und Naturwissenschaften, Astronom
- 1853–1854: Karl Ludwig Peter, Direktor
- 1854–1859: Julius Sommerbrodt, Direktor
- 1858–1862: Konrad Niemeyer, Lehrer
- 1859–1866: Albert Karl Ernst Bormann, Direktor
- 1862–1900: Theodor Heinze (1834–1900), Oberlehrer, 1873–1900 Direktor
- 1868–1869: Victor Schlegel, Lehrer
- 1874–1909: August Tramm (1841–1909), Lehrer, 1884 Professor
- 1899–1931: Friedrich Petri, Philologe, Lehrer, Direktor ab 1910

## Bekannte Schüler
Der bekannteste ehemalige Schüler war der Flugpionier Otto Lilienthal. Er wurde im 1851 errichteten Schulgebäude in der Wollweberstraße unterrichtet. Nach ihm und seinem Bruder, dem Baumeister und Sozialreformer Gustav Lilienthal, wurde die Schule 1935 benannt. Weitere bekannte Schüler sind:
- Samuel Starck (1649–1697), lutherischer Theologe
- Adolf Gideon Bartholdi (1688–1768), Pädagoge
- Gustav Köpke (1773–1837), Pädagoge, Philologe und Theologe
- Karl Friedrich Wilhelm Hasselbach (1781–1864), Historiker und Gymnasiallehrer
- Georg Friedrich Schömann (1793–1879), Altphilologe
- Victor Kolbe (1809–1888), Rittergutsbesitzer, Jurist, MdR
- Julius Franz Lauer (1819–1850), Philologe und Hochschullehrer
- Gustav Kratz (1829–1864), Historiker
- Heinrich Kreplin (1834–1909), geodätischer Ingenieur und Kartograf
- Julius Worpitzky (1835–1895), Mathematiker
- Ferdinand Graßmann (1843–1918), Jurist, MdR
- Hugo Rühl (1845–1922), Turnlehrer und Sportfunktionär
- Adolf von Heyden (1847–1920), Landrat in Beeskow-Storkow und Demmin
- Otto Lilienthal (1848–1896), Luftfahrtpionier
- Gustav Lilienthal (1849–1933), Baumeister und Sozialreformer
- Adam Werner von Heyden (1852–1888), Landrat des Landkreises Demmin
- Hermann Sinell (1862–1938), Arzt
- Wilhelm Solf (1862–1936), Politiker und Diplomat
- Wilhelm Augustin Balthasar-Wolfradt (1864–1945), preußischer Militärbeamter und Ordensmeister der Freimaurer
- Karl von Behr (1864–1941), preußischer Justizbeamter und Landrat
- Friedrich Petri (1866–1951), Philologe und Gymnasiallehrer
- Detwig von Oertzen (1876–1950), Evangelischer Missionar und Bibelübersetzer
- Leopold von Münchow (1884–1945), Kavallerie- und Heeresoffizier, Gründer und Reichsführer des Jungsturms
- Ulrich Sander (1892–1972), Schriftsteller und Maler
- Otto Friedrich Bollnow (1903–1991), Philosoph und Pädagoge
- Hermann Bollnow (1906–1962), Historiker
- Herbert Appel (1907–1993), Chemiker
- Gerhard Lenski (1914–2006), Politiker (CDU)
- Klaus-Jürgen Ebelt (1922–1996), Politiker (LDPD)
- Heinrich Hannover (1925–2023), Jurist und Autor
- Michael Schwarz (1940–2021), Kunsthistoriker und Präsident der Kunsthochschule Braunschweig (1996–2004)
- Peter Prager (* 1952), Schauspieler
- Marcel Falk (* 1977), Politiker (SPD)

## Schauplatz in der Literatur
Judith Schalansky hat den Roman Der Hals der Giraffe (2011) über das Schulmilieu in der DDR und in der Wendezeit in einem ungenannten Gymnasium der Region spielen lassen.